# アベニューU駅 (BMTシー・ビーチ線)
アベニューU駅（英: Avenue U）はブルックリン区グレーブセンドのアベニューUと西7丁目交差点に位置するニューヨーク市地下鉄BMTシー・ビーチ線の駅である。N系統が終日、W系統がラッシュ時に3往復停車する。

## 駅構造
| G          | 地上階・駅舎               | 出入口 改札口、駅員詰所、メトロカード/OMNY自動販売機                                                 |
| P ホーム階 | 相対式ホーム、右側扉が開く | 相対式ホーム、右側扉が開く                                                                           |
| P ホーム階 | 北行緩行線                 | ← アストリア-ディトマース・ブールバード駅ゆき（キングス・ハイウェイ駅）                              |
| P ホーム階 | 混雑方向急行線             | ← 定期列車なし                                                                                       |
| P ホーム階 | 中央線                     | → 路盤のみ                                                                                           |
| P ホーム階 | 南行緩行線                 | → コニー・アイランド-スティルウェル・アベニュー駅ゆき（86丁目駅）→ ラッシュ時：86丁目駅ゆき（終点）→ |
| P ホーム階 | 相対式ホーム、右側扉が開く | |

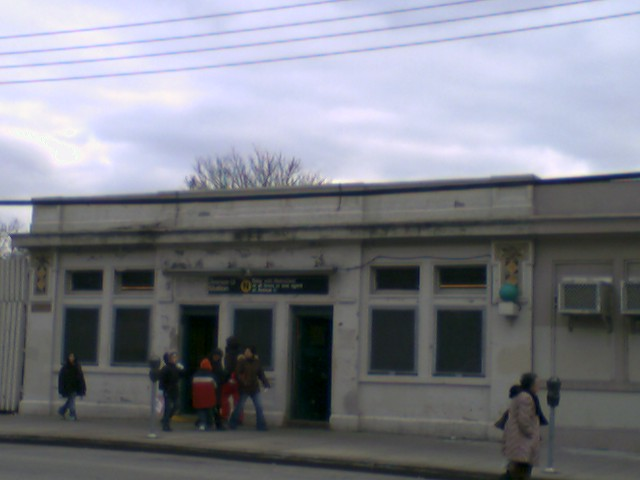
駅舎

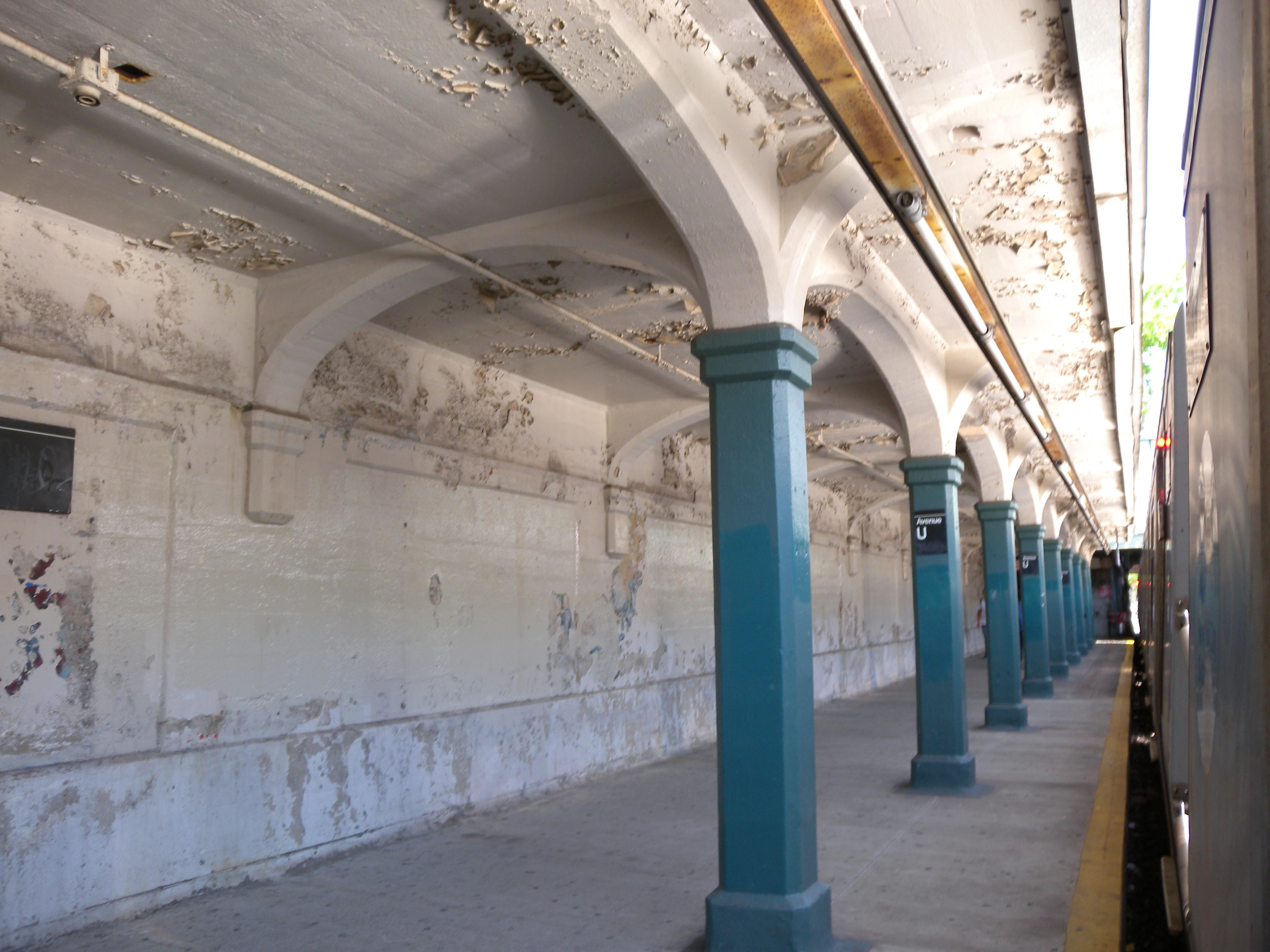
南行ホーム（改装前）

駅は1915年6月22日に開業した相対式ホーム2面4線の駅だが急行線を走る定期列車はない。2005年に駅はアメリカ合衆国国家歴史登録財に指定されている。
2016年から2018年にかけて駅は改装されている。2016年1月18日から翌2017年5月22日までマンハッタン方面ホームが、2017年7月31日から2018年10月29日までコニー・アイランド方面ホームが改装された。

### 出口
南側に終日営業の改札があり、アベニューUへ出ることができる。このほか北側には無人改札があり、アベニューTへ出ることができる。